# O împușcătură în întuneric (film din 1964)
O împușcătură în întuneric (în engleză A Shot in the Dark) este un film de comedie din 1964, regizat de Blake Edwards. El este al doilea film din seria Pantera Roz; Peter Sellers interpretează din nou rolul inspectorului Jacques Clouseau din cadrul Siguranței Franceze. Personalitatea producătoare de stricăciuni a lui Clouseau este neschimbată, dar Sellers a început să folosească în acest film un accent francez exagerat care a devenit o marcă a personajului. În film au apărut și Herbert Lom în rolul șefului lui Clouseau, comisarul Dreyfus, și Burt Kwouk în rolul servitorului său, Cato, care vor deveni ambii personaje obișnuite ale seriei. Elke Sommer o interpretează pe atractiva Maria Gambrelli.
Scenariul filmului a fost scris după o piesă de teatru a lui Harry Kurnitz, adaptată după piesa franceză L'Idiote de Marcel Achard. În scenariul inițial al filmului nu era inclus Clouseau.  Blake Edwards și William Peter Blatty, creatorului viitorului film Exorcistul, începuseră să lucreze deja la scenariu; ei au decis că povestea ar fi un bun mijloc pentru personajul Clouseau și au rescris scenariul în jurul acestui personaj. Filmul a fost lansat la doar câteva luni după primul film cu Clouseau, Pantera Roz.

## Subiect
Inspectorul Clouseau (Peter Sellers) este chemat la castelul unui plutocrat din Paris, Benjamin Ballon (George Sanders), pentru a investiga uciderea șoferului său spaniol, Miguel. Șoferul avusese o relație cu menajera, Maria Gambrelli (Elke Sommer), care pretindea că el o bătea adesea. Deși toate dovezile o indică pe Gambrelli ca ucigașă, Clouseau refuză cu încăpățânare să admită faptul că ea este vinovată, fiind îndrăgostit nebunește de ea. Pentru ca adevărații vinovați să păstreze adevărul ascuns de șeful lui Clouseau, comisarul Charles Dreyfus (Herbert Lom), ei trebuie să comită mai multe crime. După asasinarea grădinarului Georges (David Lodge), a menajerei Dudu (Ann Lynn) și a majordomului șef Henri LaFarge (Douglas Wilmer), Maria este arestată de fiecare dată, iar Clouseau o eliberează. Clouseau este întotdeauna în locul nepotrivit, la momentul potrivit, și ajunge să fie el însuși arestat de poliția în uniformă de patru ori într-o succesiune rapidă (prima dată pentru că vinde baloane fără autorizație, apoi pentru că vinde tablouri fără autorizație, apoi pentru că vânează fără autorizație și, în cele din urmă, cu Maria Gambrelli pentru nuditate în public, după ce au fugit fără haine dintr-o colonie de nudiști).
Pe măsură ce Clouseau continuă să distrugă ancheta, comisarul Dreyfus devine din ce în ce mai agitat, reușind în mod accidental să-și taie degetul mare și să se înjunghie cu un deschizător de scrisori. Un personaj anonim începe să-l urmărească pe Clouseau, încercând să-l omoare, dar ucide din greșeală un portar, doi clienți de la o cafenea și un dansator cazac. Clouseau adună toți suspecții la un loc și iese la iveală că Ballon, soția sa Dominique, doamna LaFarge, șoferul Pierre și menajera Simone sunt vinovați de crimă: fiecare dintre ei ucigând pe câte una dintre victimele asasinatelor anterioare, servitorul Maurice este un șantajist, iar Maria nu este vinovată de nicio crimă. Vinovații încearcă să scape cu mașina lui Clouseau, dar aceasta este aruncată în aer de o bombă. Asasinul anonim este dovedit a fi comisarul Dreyfus, care fusese adus la nebunie de gafele lui Clouseau, și, în încercarea de a-l ucide, i-a omorât accidental pe ce cinci ucigași și pe șantajistul Maurice. Filmul se termină atunci când, apărut din senin, Kato/Cato (Burt Kwouk) îi impinge pe Clouseau și pe Maria în fântână, iar Maria și Clouseau se luptă cu Kato/Cato pe măsură ce titlul "Sfârșit" apare pe ecran.

## Distribuție
- Peter Sellers - Jacques Clouseau
- Elke Sommer - Maria Gambrelli
- George Sanders - Benjamin Ballon
- Herbert Lom - Charles Dreyfus
- Tracy Reed - Dominique Ballon
- Graham Stark - Hercule LaJoy
- Moira Redmond - Simone
- Vanda Godsell - doamna LaFarge
- Maurice Kaufmann - Pierre
- Ann Lynn - Dudu
- David Lodge - Georges
- André Maranne - François
- Martin Benson - Maurice
- Burt Kwouk - Kato
- Reginald Beckwith - recepționistul
- Douglas Wilmer - Henri LaFarge
- Bryan Forbes - controlorul taberei de nudiști

## Producție
Relația dintre Edwards și Sellers s-a deteriorat până la un asemenea punct astfel încât, la finalizarea filmului, ei au afirmat că nu vor mai lucra niciodată împreună. Cei doi s-au împăcat în cele din urmă și au colaborat cu succes patru ani mai târziu la Petrecerea și la alte trei filme din seria "Pantera Roz" în anii 1970.
Ca și în majoritatea celorlalte filme cu Clouseau, O împușcătură în întuneric conține secvențe animate la început, produse de compania DePatie-Freleng Enterprises. Acest film și Inspectorul Clouseau sunt singurele filme cu Clouseau în care nu apare personajul Pantera Roz în secvențele de început. Muzica lui Henry Mancini pentru acest film servește ca temă de deschidere și în scurt-metrajele de desene animate realizate de compania Depatie-Freleng.

## Premii și onoruri
Clasamentul American Film Institute
- 2000: AFI's 100 Years... 100 Laughs #48